# 笑福亭羽光
笑福亭 羽光（しょうふくてい うこう、1972年9月24日 - ）は、大阪府高槻市出身の落語家。本名∶中村 好夫。落語芸術協会所属の真打。松竹芸能所属。出囃子は『藪入り・奥』。紋∶五枚笹。現在は静岡県三島市に在住。

## 来歴
大阪府立高槻北高等学校卒業。大阪学院大学経済学部卒業。
南裕一郎（現在はミナミユーとして活動）とのコンビ「カルトかると」、上野友啓とのコンビ「上野・中村」を経て、1998年にお笑いグループ「爆烈Q」に加入。12月には漫画家松田望との合作、「新世紀笑伝説爆烈Q」が第35回週刊少年マガジンギャグ漫画新人賞入選受賞し「のぞむよしお」のペンネームで漫画原作者としての活動も開始する。
2007年3月に爆烈Qを解散し、4月、笑福亭鶴光に入門。6月に落語芸術協会にて前座となる。
2011年5月、二つ目昇進。2013年3月、第12回さがみはら若手落語家選手権優勝、9月、第24回北とぴあ若手落語家競演会大賞。
2021年5月上席より三遊亭小笑、春風亭昇々、春風亭昇吉とともに真打昇進。披露パーティーは3月に開催されたが、5月1日からの寄席での披露は、三度目の緊急事態宣言を受け寄席が休業したことを受けて6月11日からに延期となった。

## 人物
中学生時代はMBSヤングタウンの熱心なリスナーであり、後に兄弟子となる笑福亭笑光（後の嘉門達夫、現・嘉門タツオ）の担当する火曜日を中心にハガキ投稿を行っていた。当時より笑光の元師匠である笑福亭鶴光に尊敬の念を抱いていた。
高校時代は落語研究会の部長。大学進学後は素人名人会での出演の経験がある。
関西テレビ放送のお笑い勝ち抜き番組「爆笑BOOING」には、「カルトかると」「上野・中村」として2度出演しているが、どちらの回もすぐに失格した。（「上野・中村」は超!爆笑BOOINGに出演）
落語芸術協会の二ツ目で結成したユニット「成金」に所属している。
義母と妻は、静岡県三島市で「駄菓子カフェせせらぎ」を経営。地域の再開発のため2022年2月でいったん閉店、移転して営業を再開した。

## 芸歴
- 2007年
  - 4月 - 笑福亭鶴光に入門。
  - 6月 - 前座となり「羽光」を名乗る。
- 2011年5月 - 二ツ目昇進。
- 2021年5月 - 真打昇進。

## 芸風
師匠譲りの上方落語を演じるほか、自らの幼少期～落語家になる前の芸人時代のエピソードを題材とした新作落語「私小説落語」シリーズも多く手掛ける。
得意ネタ「はてなの茶碗」「鴻池の犬」など。

## 受賞歴
- 第12回さがみはら若手落語家選手権　受賞　演目「西行鼓ヶ滝」[6]
- 第24回北とぴあ若手落語家競演会　北とぴあ大賞受賞　演目「紀州」
- 第4回 渋谷らくご創作大賞 演目「ペラペラ王国」
- NHK新人落語大賞　優勝　演目「ペラペラ王国」

## 主な演目

### 古典落語
- はてなの茶碗
- 鴻池の犬

### 新作落語
- ペラペラ王国
- ニューシネマパラダイス
- 失われたキンタマ（作：三遊亭圓丈）[1]

## 過去のレギュラー番組
- おとなの子守唄（サンテレビ）

## 著書
- 「性的人間」1、2巻（集英社ヤングジャンプコミックス）※のぞむよしお名義

## 弟子

### 前座
- 笑福亭羽太郎 - 2024年3月下席より楽屋入り